# イオンタウン津城山
イオンタウン津城山（イオンタウンつしろやま）は、三重県津市にあるイオンタウンの運営するショッピングセンター。2010年（平成22年）5月1日に、イオン津城山ショッピングセンターとして開業した。

## 概要
マックスバリュ東海の運営するマックスバリュを核とするショッピングセンターであり、自動車で30分以内に来店できる商圏人口は約253,000人である。ショッピングセンターの名は「津城山」であるが、厳密には久居地域の小野辺町に立地し、城山地区ではない。三重県道114号上浜高茶屋久居線沿いに立地する。
2020年（令和2年）時点でイオンモール津南、イオン津ショッピングセンター（旧：津サティ）に次いで津市内では3番目に店舗面積の大きい大型商業施設である。環境に配慮した店舗運営、地域密着型の経営を目指している。

### 店内構成
2013年6月現在
| 階  | 店舗構成                                                                    | 核店舗                                                                                                |
| 2階 | フードコート・書籍・シューズ・アパレル                                      | ダイソー、紳士服はるやま、クラフトハート トーカイ、ジョーシンアウトレット、イオンファンタジーワールド |
| 1階 | ヘルス&ビューティー、ペットショップ、ライフサポート、レストラン街、アパレル | マックスバリュ、ココカラファイン                                                                      |

## 沿革
2010年（平成22年）5月1日にイオン津城山ショッピングセンターの名称で開業。その3日前の4月28日よりソフトオープン期間として営業を開始している。この時点では愛知県名古屋市に本社を置く株式会社イオンタウンディベロップメント中部がショッピングセンターの管理・運営、土地の賃借契約を行っていた。開業時点での店舗数は70店、うちイオングループ初出店がジョーシンアウトレットなど15店、三重県企業がアブカフェなど17店であった。
2012年（平成24年）4月1日、ショッピングセンターを運営していたイオンタウンディベロップメント中部がイオンタウンへ吸収合併されたことで、イオンタウンの運営となり、ショッピングセンターの名称が「イオンタウン津城山」に変更された。
2016年（平成28年）7月7日・7月8日の両日、第24回参議院議員通常選挙の期日前投票所がイオンタウン津城山に設置された。店内に期日前投票所が設置されるのはこれが初めてで、三重県全体でも商業施設に期日前投票所が置かれたのはイオンモール鈴鹿に次ぐ2例目である。

## 環境保全活動
2010年（平成22年）12月4日と12月5日に三重県産ヒノキを加工して作ったトレーに入った松阪牛の試験販売が行われた。このトレーは森林総合研究所の開発した特殊な機械で造られ、ヒノキ伐採後に残る切り株の有効利用ができるほか、抗菌効果も期待できるという。
三重県庁では「三重県木材CO2固定量認証制度」を2010年（平成22年）3月に創設し、三重県産の木材を多用する企業・団体を認定している。イオンタウン津城山では、マックスバリュ津城山店とショッピングセンター全体が認定を受けている。
このほか、太陽光発電パネルの屋上と壁面への設置、壁面緑化の実施、LED照明の採用などの取り組みを行っている。

## 周辺
周辺は住宅地である。津市コミュニティバス（久居地域）の「桃園ルート」と「野村ルート」が乗り入れている（バス停の名前は「城山ショッピングセンター」）。
- 三十三銀行高茶屋支店
- 津城山郵便局
- 三重県立城山特別支援学校
- 三重県立こころの医療センター
- イオン久居店